# Alexander Shishkov
Alexander Shishkov (Moscou, 20 de março de 1754 - São Petersburgo, 21 de abril de 1841) foi um escritor, filólogo, crítico literário, almirante e estadista russo. Autor do manifesto ao povo russo pela total resistência e expulsão de Napoleão e pelo grande exército do Império Russo e dos países ocupados. 
Ideólogo russo líder na política de libertação da Europa da hegemonia francesa de Napoleão e, em geral, da herança revolucionária do velho continente. Ideólogo líder do sistema de congressos e de restauração na Europa e na França em particular. 
Presidente da Academia Russa, que é análogo à Academia Francesa. Introduz uma nova direção na literatura russa - arcaísmo. 
Ele está envolvido no julgamento criminal dos dezembristas, que ele considera pessoas ilusórias. Ele é extremamente sincero contra a política de liberalização na Europa às vésperas da chamada Primavera dos povos.[carece de fontes?]